# 聖拉蒙村 (加利福尼亞州)
聖拉蒙村（英語：San Ramon Village）是位於美國加利福尼亞州阿拉米達縣的一個非建制地區。該地的面積和人口皆未知。

## 地理
聖拉蒙村的座標為37°43′17″N 121°55′48″W / 37.72139°N 121.93000°W，而該地的平均海拔高度為108米（即354英尺）。